# Franz Pfeffer von Salomon
Franz Pfeffer von Salomon (Düsseldorf, 19 de Fevereiro de 1888 - Munique, 12 de Abril de 1968), também conhecido como Franz von Pfeffer, foi o primeiro comandante das SA quando foi restabelecida em 1925, na sequência da sua abolição dois anos antes após a fracassada tentativa de estado de Adolf Hitler e do Partido Nazi.
Pfeffer von Salomon era um veterano do Exército Prussiano da Primeira Guerra Mundial e membro do Freikorps. Ganhou reputação ao organizar grupos de resistência para pôr fim à ocupação francesa do Ruhr. Era Gauleiter na Alta Baviera, e Heinrich Himmler chegou a ser seu secretário. Adolf Hitler deu a Pfeffer o comando das SA depois de este ter jurado fidelidade incondicional a Hitler a seguir à Conferência de Bamberg de 1926.
Pfeffer foi demitido do comando em 1930, na sequência de divergências com Hitler sobre o seu papel nas SA, e porque não tinha conseguido evitar que o seu colega das SA Walter Stennes tivesse ocupado, por pouco tempo, os escritórios do PArtio Nazi em Berlim. Após a demissão de Pfeffer, Hitler assumiu o comando geral das SA e ordenou a Ernst Röhm  que regressasse à Alemanha, da América do Sul, para gerir as SA como seu Chefe-de-Estado, dado que Hitler não tinha interesse em chefiar a organização ele próprio.
Pfeffer sobreviveu à Segunda Guerra Mundial e morreu em 1968.